# Johann Friedrich Danneil

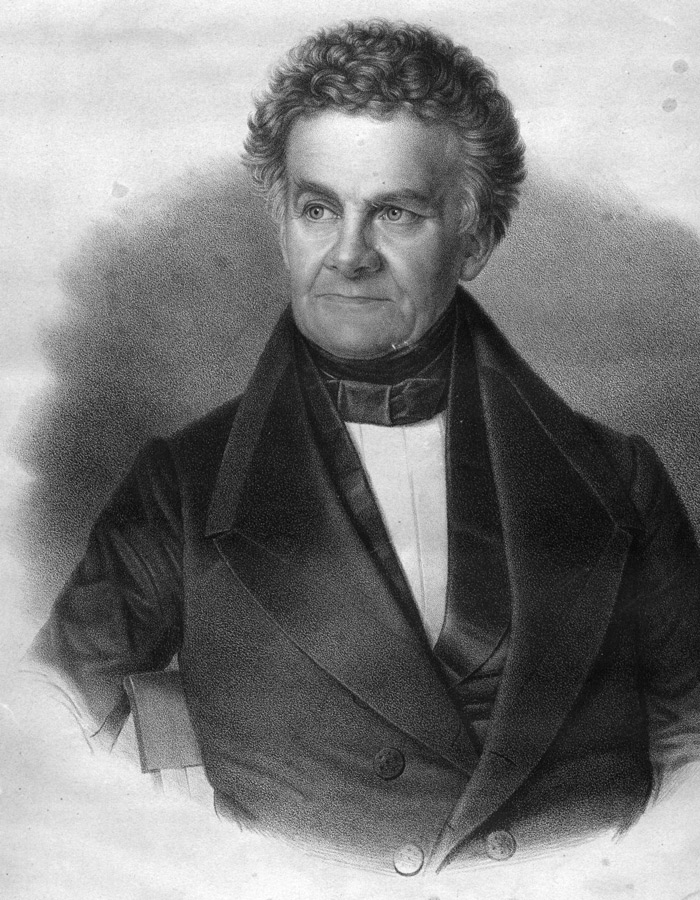
Johann Friedrich Danneil

Johann Friedrich Danneil, eigentlich Johann Friedrich Dannehl (* 18. März 1783 in Kalbe (Milde); † 20. Januar 1868 in Salzwedel) war ein deutscher Prähistoriker und Pädagoge.
Er gilt als einer der Begründer des Dreiperiodensystems, einer wissenschaftlichen Systematik der Archäologie. Zu Beginn des 20. Jahrhunderts wurde versucht, dem Dänen Christian Jürgensen Thomsen die Priorität von deutscher Seite streitig zu machen. Neben Georg Christian Friedrich Lisch wurde dabei Danneil als der eigentliche Begründer des Systems herausgestellt, da seine Feststellung auf eigenen Grabungsergebnissen beruhe.

## Leben
Seine Eltern waren der Glasermeister Johann Friedrich Danehl (1753–1834) und dessen Ehefrau Engel Maria Wille († 1805), die einer altmärkischen Bauernfamilie entstammte.
1803 studierte er an der Universität in Halle und hörte theologische, philologische und philosophische Vorlesungen. Aufgrund seiner ausgeprägten pädagogischen Fähigkeiten wurde ihm von einer theologischen Laufbahn abgeraten. Bereits vor seinem Studium war er als Pädagoge tätig. 1804 wurde er Lehrer am Gymnasium in Salzwedel, 1807 Subcondirektor und 1819 zum Direktor dieser Lehranstalt (heute Jahngymnasium Salzwedel) bestellt.
Danneil war zweimal verheiratet. Er heiratete 1808  Dorothea Wolterstorff († 1823), eine Tochter des Gymnasialrektors und Pfarrers in Salzwedel Christian Wolterstorff. Nach dem Tod seiner ersten Frau heiratete er noch 1823 Wilhelmine von Voß († 1859), eine Tochter des Landgerichtsdirektors von Voß aus Salzwedel. Er hatte insgesamt 14 Kinder. Danneil starb 1868 im Alter von 84 Jahren.

## Leistungen als Archäologe und Heimatforscher
Um 1820 unternahm Danneil die ersten Grabungen in der Altmark. Bei seiner Erforschung prähistorischer Objekte führte er bahnbrechende Neuerungen ein. Als erster differenzierte er zwischen „Hünengräbern“, „Kegelgräbern“ und „Flachgräbern“. Er berücksichtigte Nachbestattungen, wies als erster auf die Bedeutung eines geschlossenen Fundes hin und unternahm ethnische Zuweisungen der archäologischen Funde. 1835 veröffentlichte er den Generalbericht über Ausgrabungen in der Ungegend von Salzwedel, in dem er zwischen der Steinzeit, der Bronze- und Eisenzeit unterscheidet. Danneils Wirken blieb im 19. Jahrhundert ohne direkte Nachwirkung; er selbst wandte sich schließlich von der Archäologie ab.
Besondere regionale Bedeutung für seine Heimat, die Altmark, erlangte Danneil 1836 durch die Gründung des Altmärkischen Vereins für Vaterländische Geschichte und Industrie, den er bis zur Einstellung der Aktivitäten 1848 – im Zuge der revolutionären Ereignisse – als Sekretär (Geschäftsführer) führte. Vorsitzender des Vereins war Landrat Wilhelm von der Schulenburg, der in Salzwedel einer der Nachfolger des Landrates Johann Ludwig von Westphalen, des Schwiegervaters von Karl Marx, war. Im Jahre 1857 aktivierte Danneil den Verein wieder und bestimmte zu seinem Nachfolger den Apotheker und Heimatforscher Theodor Zechlin, dessen Enkel der bekannte Historiker Egmont Zechlin war. Theodor Zechlin und sein Sohn Konrad Zechlin setzten die archäologische und heimatkundliche Tätigkeit Danneils fort.

## Veröffentlichungen (Auswahl)
- Kirchengeschichte der Stadt Salzwedel. Mit einem Urkundenbuch. C. A. Schwetschke und Sohn, Halle 1842, (Digitalisat).
- Das Geschlecht der von der Schulenburg. 3 Bände. In Commission bei J. D. Schmidt, Salzwedel 1847, (Digitalisat Bd. 1; Digitalisat Bd. 2; Digitalisat Stammtafeln).
- Wörterbuch der altmärkisch-plattdeutschen Mundart In Commission bei J. D. Schmidt, Salzwedel 1859, (Digitalisat; Digitalisat mit Text).

## Sonstiges
Das Johann-Friedrich-Danneil-Museum in Salzwedel zeigt vor allem zahlreiche prähistorische Exponate. Es wurde am 28. September 1932 eröffnet.